# Pausias
 Pausias (en grec ancien Παυσίας) est un peintre grec du IVe siècle av. J.-C. appartenant à l'école de Sicyone. Il reste fameux pour être un des premiers utilisateurs de la peinture à l'encaustique et pour sa maîtrise des peintures de fleurs.
Aucune de ses peintures n'a été conservée.

## Œuvres
Pausias fit un célèbre portrait de sa maîtresse Glycéra portant une couronne de fleurs appelé Stephaneplocos (couronne de fleurs) ou Sthephanopolis (vendeuse de fleurs) vers -376. Une copie de ce tableau fut achetée deux talents (environ 50 kg d'argent) par Lucullus, à Athènes, pendant les Dionysiaques.
Pline cite également un tableau de sacrifices de bœufs, qui était visible dans le portique de Pompée. Il nous donne quelques indications sur sa technique picturale : « [Pausias] a inventé des artifices de peinture que beaucoup ont imités depuis, et que personne n'a égalés. Le premier, c'est qu'il montra un bœuf dans la longueur, tout en le peignant de face, non de flanc; et malgré cette situation on reconnaissait très bien les dimensions de l'animal. Puis, tandis que les autres peintres font en blanc les points qui doivent paraître en saillie, et en noir les parties enfoncées, il fit, lui, en noir le bœuf tout entier, et sut dans l'ombre même trouver une ombre. Rare effort de l'art, que de montrer le relief sur une seule teinte, et la solidité du tout avec des parties brisées par le raccourci! ».
Un grand nombre de ses tableaux devaient être visibles à Rome car beaucoup furent inclus dans un remboursement des dettes de la cité de Sycione, puis transportés à Rome pendant l'édilité d'Aemilius Scaurus en -76.
Pausanias cite deux autres de ses œuvres, visibles à l'époque dans l'enceinte du bois sacré d'Épidaure, dans un temple appelé tholus : « Pausias y a peint l'Amour qui vient de jeter son arc et ses flèches, et qui prend une lyre à la place. En un autre tableau, il a représenté l'Ivresse buvant dans une coupe de verre. La coupe se distingue très bien, et le visage de la femme se voit à travers. »
Certaines de ses œuvres devaient avoir un sujet érotique puisque Athénée cite Pausias dans sa liste des pornographes.
Une mosaïque antique représentant une scène pastorale d'après une œuvre originale de Pausias est visible au musée de Corinthe.

## Évocations artistiques

### Arts graphiques
- Pausias et Glycéra : tableau de Pierre Paul Rubens daté de 1615, conservé au Ringling Museum of Art de Sarasota.
- Der Mater Pausias und das Blumenmädchen Glykere (Maître Pausias et la fleuriste Glycera) : tableau de Godefroid Guffens de 1868.

### Littérature
- Pausias and Glycera: or, the first flower-painter (Pausias et Glycera, ou le premier peintre de fleurs), nouvelle appartenant au recueil (en) Richard Doddridge Blackmore, Fringilla : Some Tales In Verse (lire en ligne)